# 2022年爱达荷大学谋杀案
2022年爱达荷大学謀殺案，是2022年11月13日凌晨，发生在愛達荷州莫斯科的一起杀人案，4名爱达荷大学学生在一处校外住所中被刺死。同年12月30日，28岁的嫌疑人布莱恩·克里斯托弗·科伯格（Bryan Christopher Kohberger）在賓夕法尼亞州門羅縣被捕，面临包括一级谋杀在内的多项指控。

## 背景
命案发生地点1122 King Road为一处隸屬愛達荷大學校內姐妹會社團的校外住所，案發時共有6名正式登记的租客，但因為姐妹會住所的性質，此地經常舉辦派對，出入人員非常複雜，有大量非住戶的人員經常在此進出。住所为3层结构独栋房屋，每层有两间卧室，由於地形的因素，一、二樓均有出入口可供進出房屋。
莫斯科为一座拥有26,000人口的城市，为爱达荷大学所在地。愛達荷州莫斯科与华盛顿州普尔曼隔州界相邻，普尔曼为華盛頓州立大學主校区所在地。莫斯科当地上一次发生凶杀案在2015年。

## 当事人

### 遇害者
4名遇害者皆为爱达荷大学学生：
- Ethan Chapin，20岁，男，大一学生
- Kaylee Goncalves，21岁，女，大四学生，主修通识教育
- Xana Kernodle，20岁，女，大三学生，主修市场营销
- Madison Mogen，21岁，女，大四学生，主修市场营销

其中Ethan Chapin和Xana Kernodle为情侣关系。

### 嫌疑人
事件嫌疑人为布莱恩·克里斯托弗·科伯格（Bryan Christopher Kohberger），28岁，男，華盛頓州立大學刑事司法专业博士一年级在读。

## 事件经过
2022年11月13日凌晨，爱达荷大学的四名大学生在一处住处中被刺死，其中三名女性遇害者Kaylee Goncalves、Xana Kernodle和Madison Mogen为租客，一名男性遇害者Ethan Chapin为Xana Kernodle情侣，在该住所过夜。此外，当晚还有其他两名女性室友也在该住处，但没有受到攻击或伤害。
11月12日晚，Mogen和Goncalves在Corner酒吧，Chapin和Kernodle在Sigma Chi兄弟会参加派对。
11月13日凌晨，Mogen和Goncalves离开酒吧，并于1点41分在Grub餐车点餐时被Twitch直播拍到。1点45分，Chapin和Kernodle从兄弟会回到住处。1点56分左右，Mogen和Goncalves被姐妹会开车送回住所。Goncalves在凌晨2点26分到2点44分间给前男友打去了7通电话。
11月13日凌晨2点47分，嫌疑人布莱恩·科伯格的一部手机断开了与普尔曼当地手机网络的连接；2点53分，监控拍到一辆白色现代伊兰特，正驶往连接普尔曼和莫斯科的高速公路。3点29分，监控拍到伊兰特停在了莫斯科的街区，并先后三次经过被害者的住处。
11月13日凌晨4点，Kernodle在住所收到了Doordash外送；4点04分，伊兰特第4次返回该地点，并在住所附近路上做了一个三点掉头；4点12分，Kernodle在手机上使用了Tiktok；4点17分，附近住宅的监控摄像头纪录到类似呜咽声和砰砰声的失真声音；4点20分，有人看到伊兰特快速驶离该地。
11月13日凌晨4点48分，布莱恩·科伯格的手机连接到莫斯科以南的布萊恩附近的网络；5点30分，布莱恩·科伯格的手机重新接到普尔曼的手机网络；上午9点12分，布莱恩·科伯格的手机再次连接到命案现场附近的网络，并持续到上午9点21分。
11月13日上午11点58分，一通911电话向警方报告了这起命案。

## 调查
调查人员追踪到白色现代伊兰特的车主为布莱恩·科伯格。在命案发生5天后，布莱恩·科伯格更换了汽车牌照，并在学期结束后，和父亲一同开回宾夕法尼亚州的家中。
此外，调查人员在命案现场留下的卡巴刀刀套上获得了不属于任何遇害者的DNA样本，該樣本在犯罪紀錄數據庫中無匹配，但是在譜系比對中發現與科伯格的一名親戚部分匹配，結合監視器證據，警方隨後监控了科伯格在宾夕法尼亚州的住处，从屋外的垃圾中收集到了其父的DNA样本，比對後確認兇手就是科伯格。
2022年12月30日，执法人员突袭了科伯格在宾州的住处，逮捕了布莱恩·科伯格。
庭審正式開始後，法庭文件揭露了警方未對外公開的關鍵證據，其中一名倖存的租戶曾正面目擊了科伯格侵入房屋的過程，然而出於某種未知的原因，科伯格並未攻擊這位租戶。

## 審判
2023年5月17日，拉塔縣地方法院宣布，大陪審團以四項一級謀殺罪和一項重罪入室盜竊罪等五項罪名起訴科伯格。起訴意味著大陪審團認定本案的證據已足夠支持庭審，因此原定於6月26日舉行的取證聽證會被取消。2023年5月，科伯格在提審期間拒絕抗辯，他的律師表示，科伯格對這些指控「保持沉默」，依照慣例，由提審法官為他提出無罪抗辯。
2023年6月26日，拉塔縣檢察官辦公室宣布，基於一級謀殺指控的加重情節，他們將尋求判處被告死刑。2024年1月，法官批准了辯方的證據開示申請，要求檢方將本案的部分遺傳譜系學證據與辯方分享。該證據取自犯罪現場遺留的刀鞘中的樣本，警方利用該樣本找到了科伯格的親戚，最終導致了科伯格的被調查與被捕。由於牽涉到與案件無關人士的個人訊息，因此部分內容將不會被交給辯方。
2024年9月9日，由於該案在當地的引發的過度關注，法官批准了辯方變更審判地點的動議。審判改於愛達荷州的博伊西舉行，由法官史蒂文·希普勒 (Steven Hippler) 主審。2024年10月9日，希普勒法官將陪審團遴選的開始日期定為2025年7月30日，陪審團審判將於2025年8月11日開始。
2025年6月30日，科伯格同意了对所有指控认罪的诉辩交易，他将被判处四个连续的终身监禁而非死刑，同時还放弃了未来上诉的权利。2025年7月2日，科伯格正式对四项一级谋杀和一项入室盜竊重罪认罪。2025年7月23日，科伯格四個一級謀殺罪罪名成立，被判處四個無期徒刑，不得假釋；因入室盜竊罪判處10年有期徒刑。因科伯格已放棄上訴的權利，全案定讞。他还被判处为每位受害者支付5千美元的民事赔偿，总计2萬美元；为每项指控支付5萬美元的罚金，总计25万美元。直到判決確定，科伯格也始終拒絕透露殺人動機。

## 影響
2023年2月24日，愛達荷大學校長C. Scott Green宣布，屋主已經將發生命案的房屋捐贈給愛達荷大學；同年12月28日，該房屋被拆除。
愛達荷大學規劃在校內為受害者建造紀念花園。在徵得家屬同意後，愛達荷大學以四位受害者的名義成立了獎學金。
2023年5月13日，愛達荷大學舉行春季畢業典禮，校方為四位受害者追授學位。